# Mirador del Río
El Mirador del Río es un mirador situado en el extremo norte de la isla de Lanzarote (Canarias, España). Está emplazado sobre un escarpado acantilado de rocas volcánicas del macizo de Famara, denominado Batería del Río, que domina el mar desde una altura de 479 m. Fue creado entre 1971 y 1973 por el artista y arquitecto lanzaroteño César Manrique en su estilo típico, es decir, integrado en su entorno natural y carente de ángulos rectos.

## Descripción

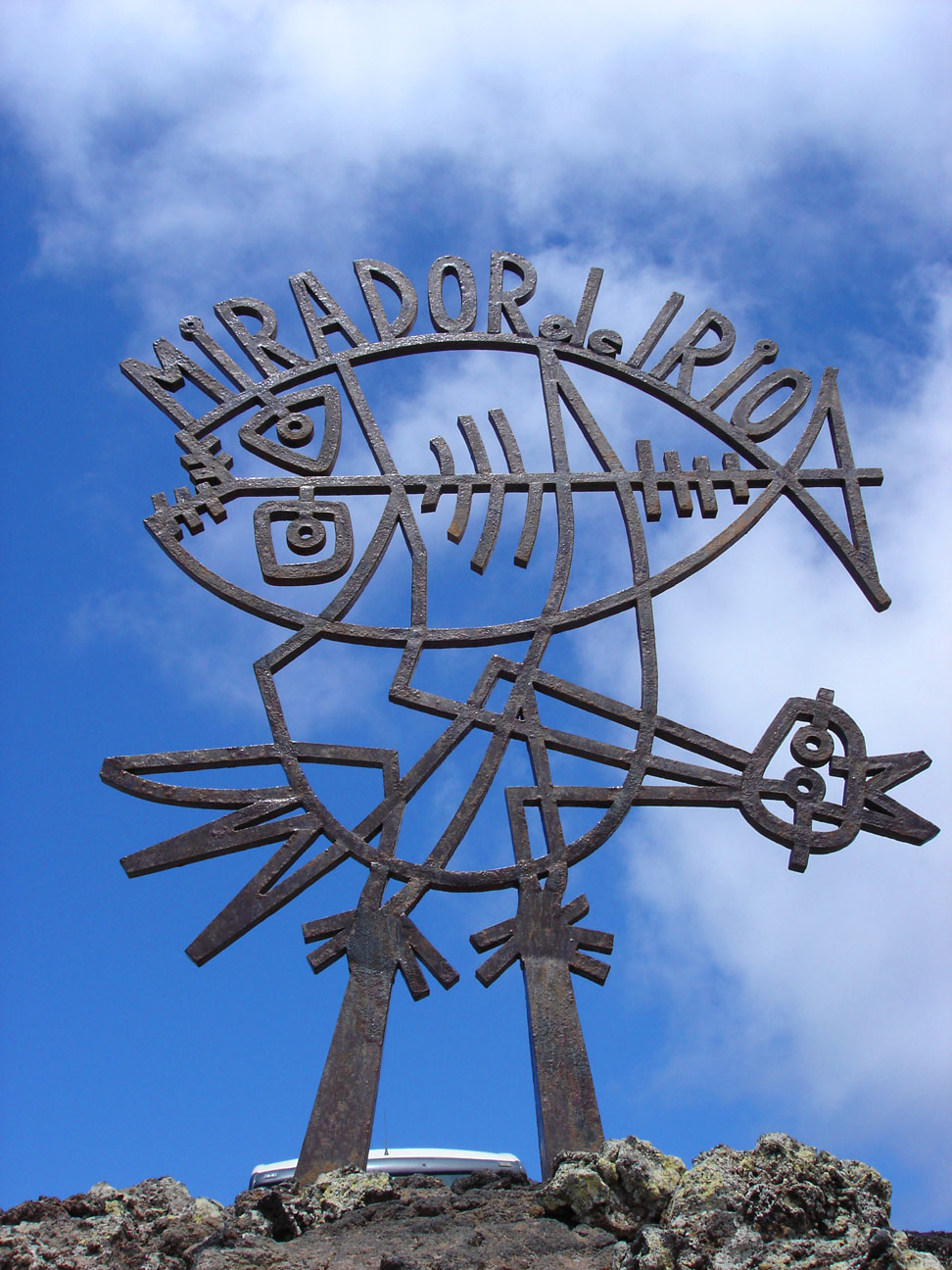
Logotipo.

La realización técnica de la obra estuvo a cargo de los arquitectos Jesús del Carmen Soto Morales y Eduardo Cáceres. Su inauguración oficial tuvo lugar en 1973. El entorno del mirador ha sido declarado espacio natural protegido.
El edificio apenas es visible desde el exterior, al estar camuflado bajo una superficie de piedra que se mimetiza con el entorno. El lugar alberga una cafetería con grandes ventanales panorámicos, una tienda de suvenires y una plataforma mirador en la cima, integrada en la roca de lava. Tras acceder al edificio, a través de un pasillo sinuoso, se encuentran dos amplias salas abovedadas con dos grandes ventanales de cristal: los ojos del Mirador.
El Mirador del Río es uno de los atractivos turísticos de Lanzarote, porque permite disfrutar de una vista panorámica del archipiélago Chinijo. Este se encuentra más allá del estrecho, llamado El Río, que separa Lanzarote unos dos kilómetros de su isla vecina, La Graciosa. En días despejados se divisan, más allá de La Graciosa, los islotes Montaña Clara y Roque del Oeste y, aún más allá, el islote Alegranza. Al pie del acantilado se encuentra una de las marismas más antiguas de Canarias.
Durante la guerra hispano-estadounidense, a finales del siglo XIX, se instalaron baterías de artillería en el emplazamiento del Mirador del Río, cuyos restos aún son visibles al este del mirador. Desde aquí, los vigías observaban los barcos que cruzaban el estrecho.

## Galería

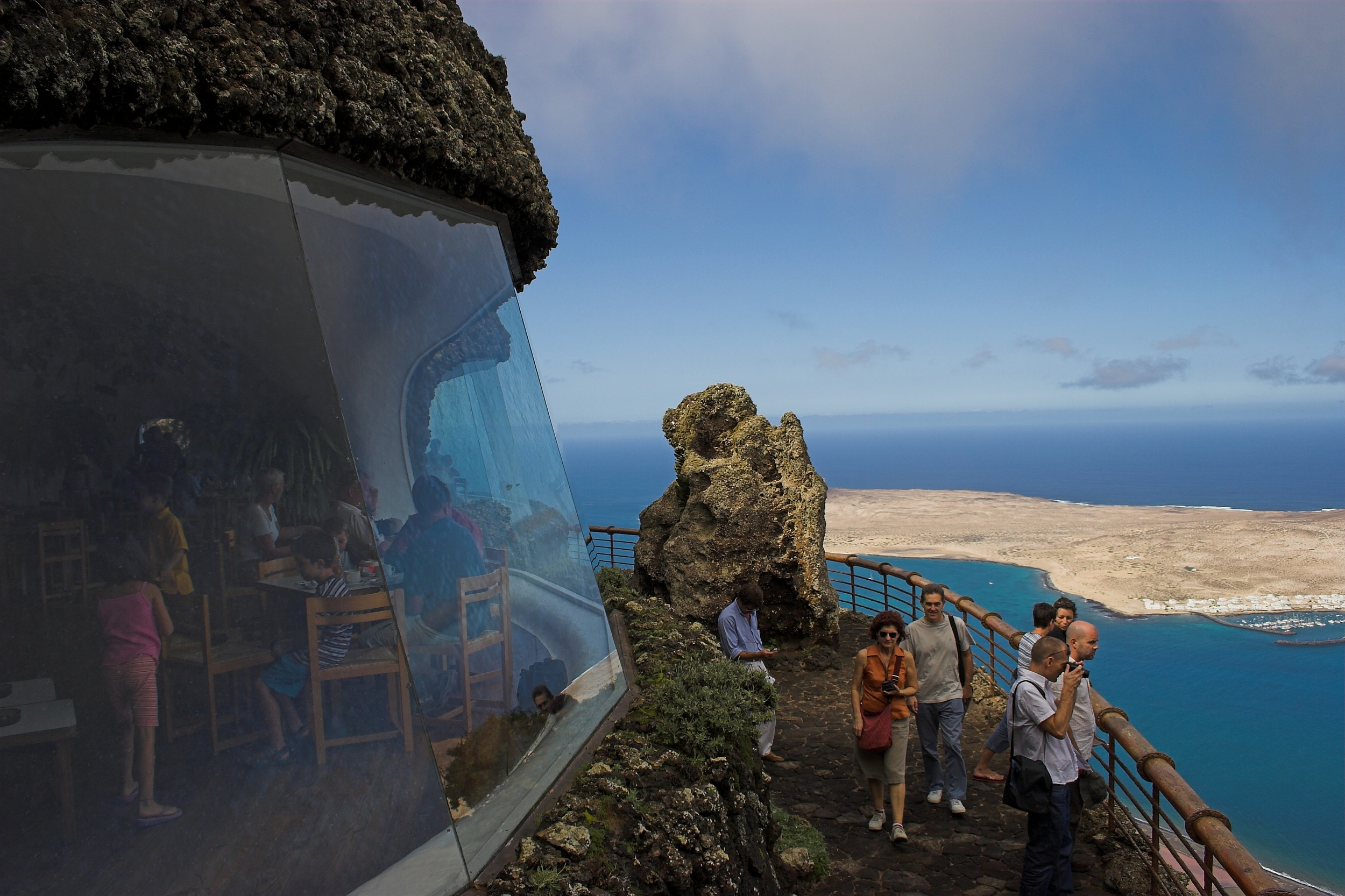
Mirador del Río.
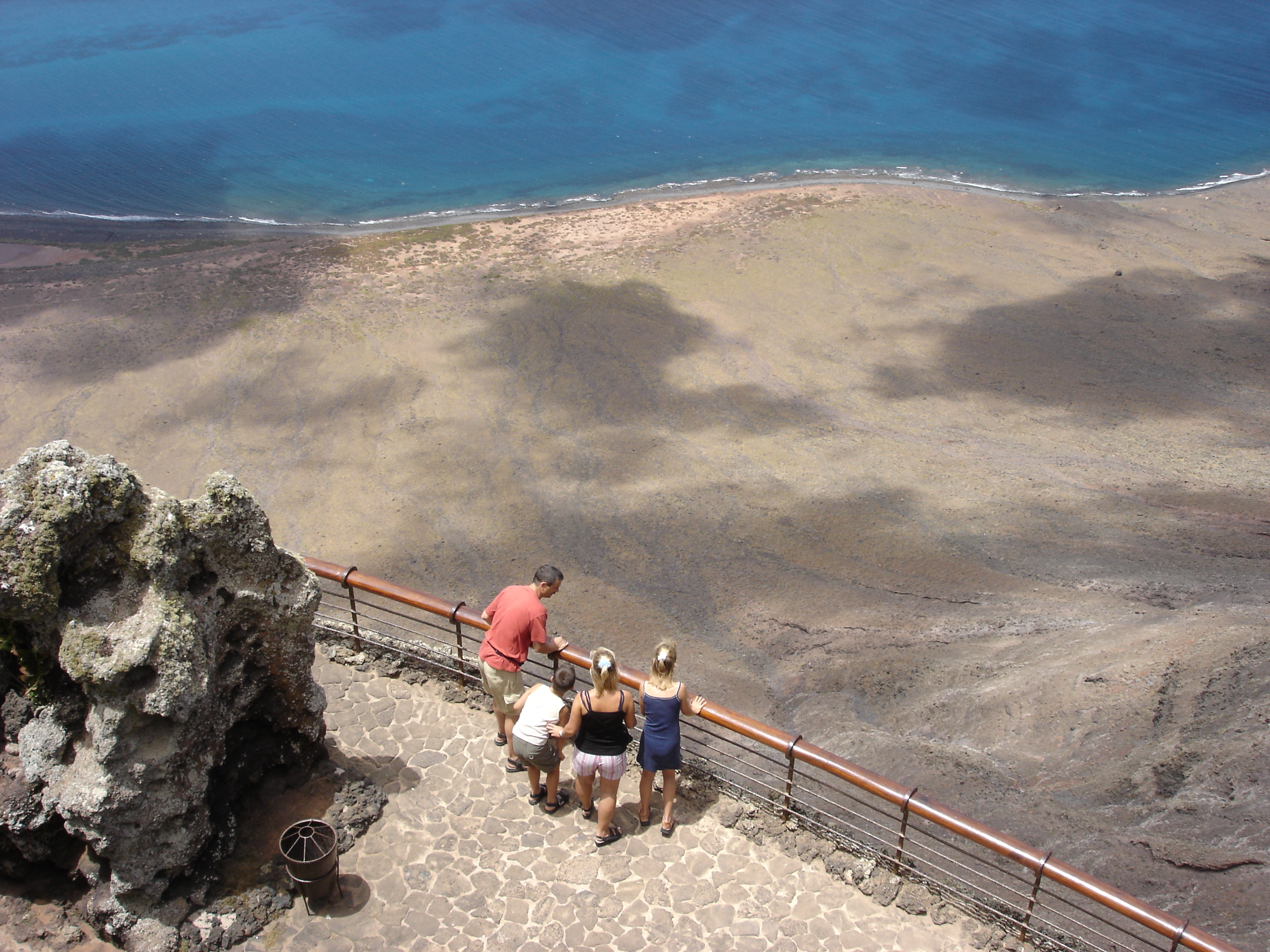
Observando el abismo.
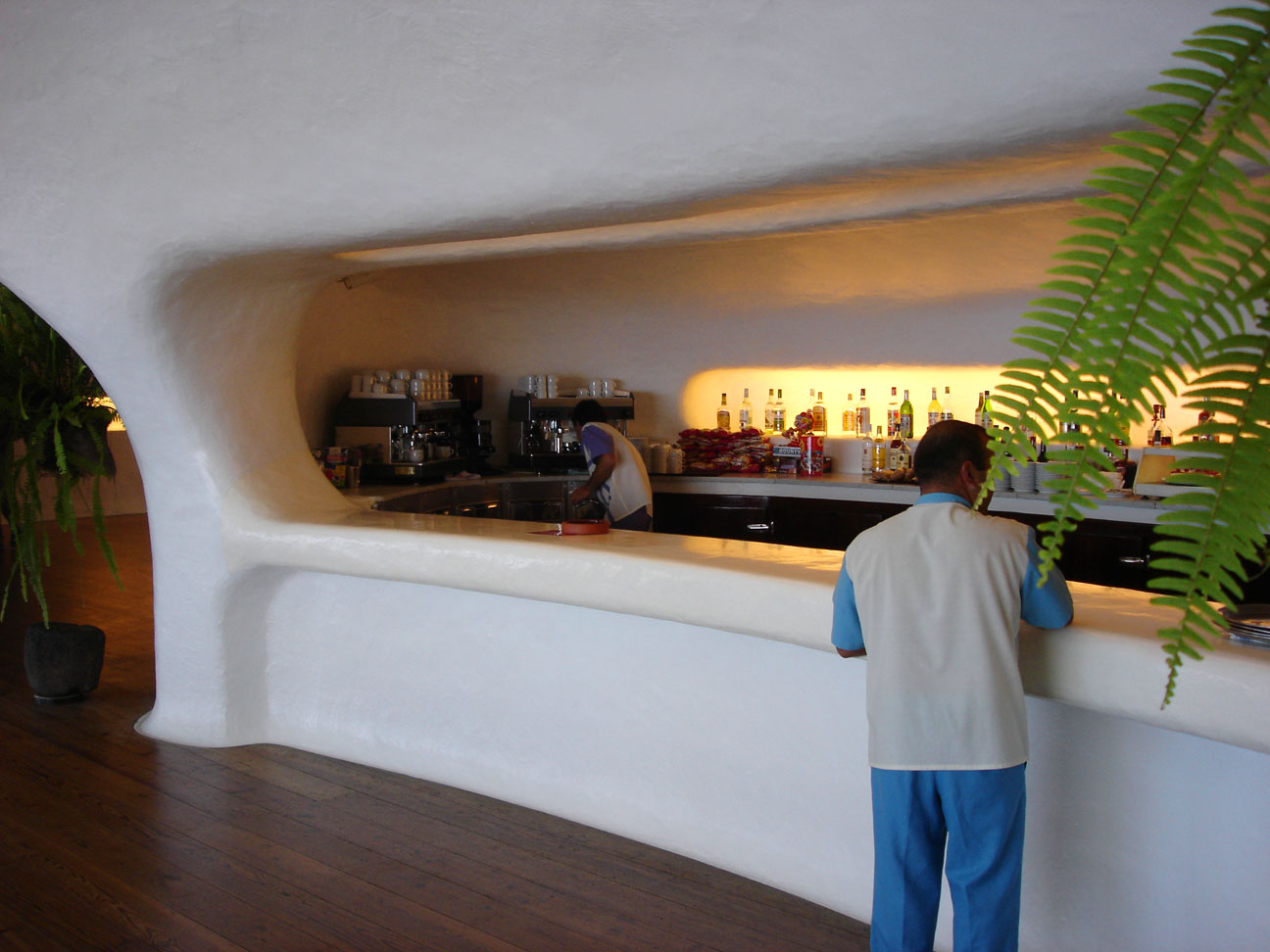
Bar.
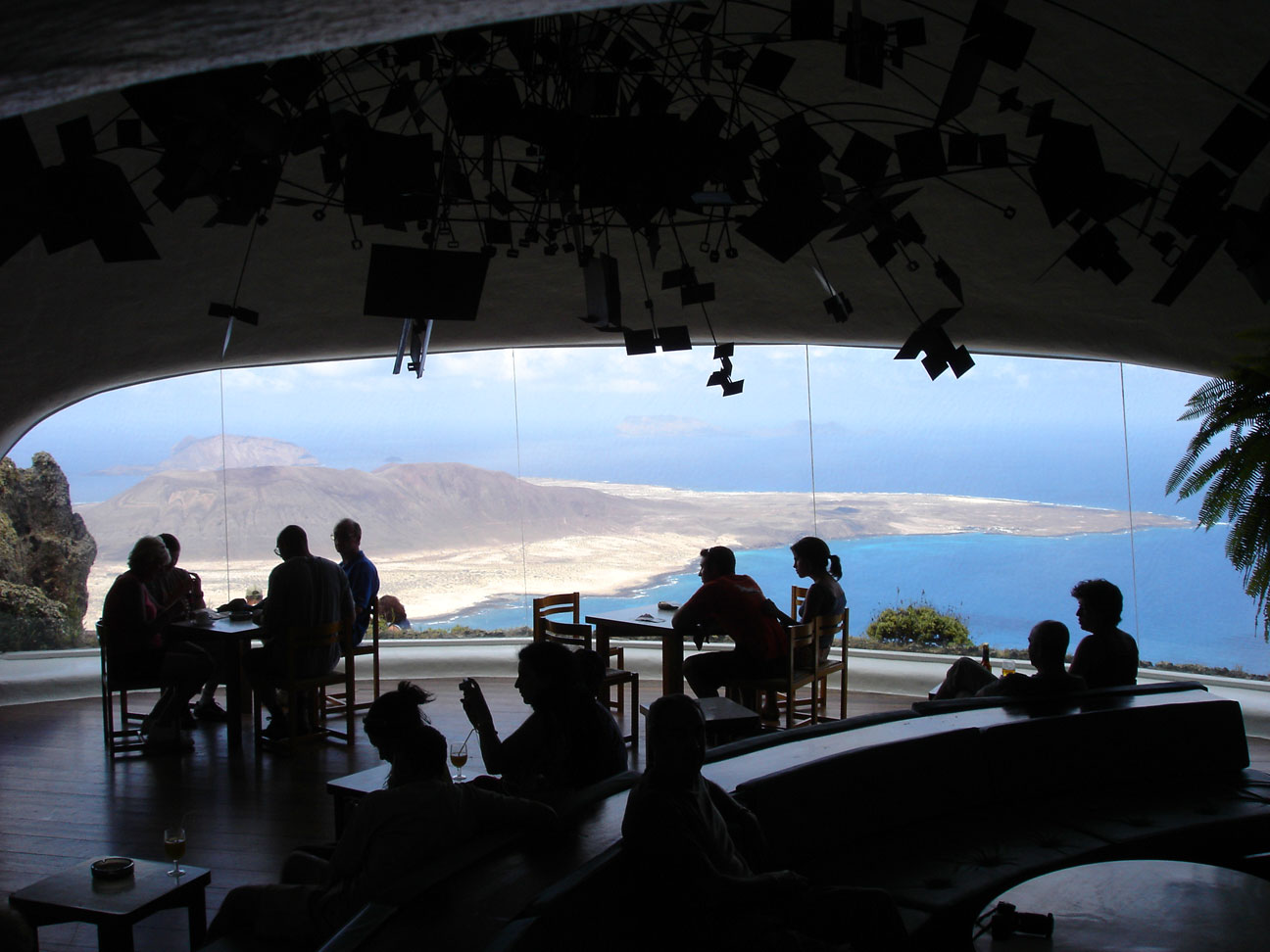
Cafetería.